# Gertrud Oettinger-Burckhardt
Gertrud Oettinger-Burckhardt (* 26. Juni 1890 in Basel; † 19. Januar 1974 in Aesch, Kanton Basel-Landschaft) war eine Schweizer Malerin und Kunsthandwerkerin.

## Leben und Werk

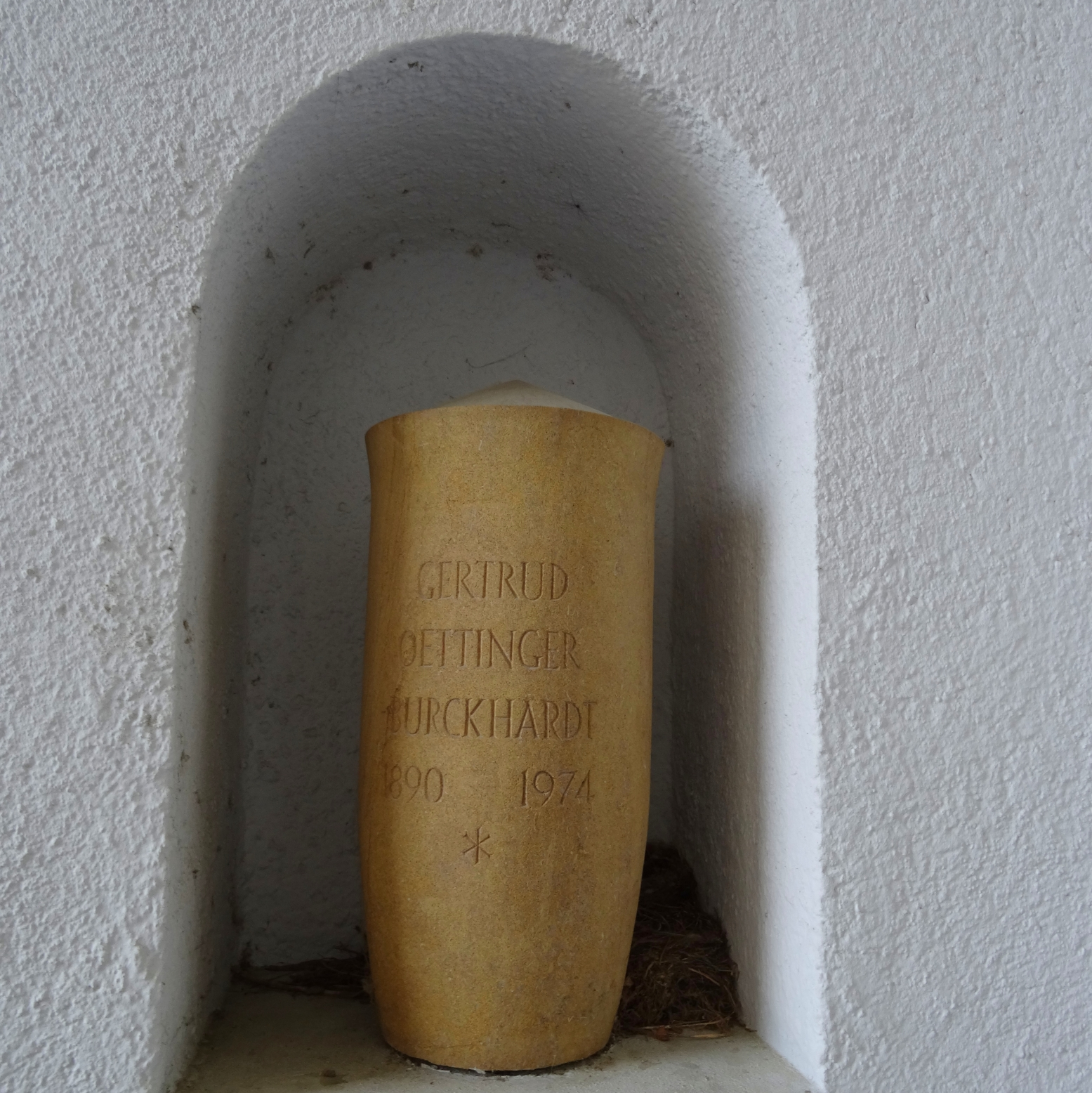
Grab-Urne, Friedhof am Hörnli

Gertrud Burckhardt war eine Tochter des Historikers und Politikers Albert Burckhardt und der Elisabeth, geborene Finsler. Ihre Schwester Anna Margaretha Burckhardt (1888–1969) heiratete 1909 den Biologen Paul Steinmann. 
Gertrud Burckhardt war eine Malschülerin von Fritz Baumann und Mitglied in der Basler Künstlergruppe Das Neue Leben. Zudem hatte sie Kontakt zu Sophie Taeuber-Arp, Hans Arp, Otto Morach, Francis Picabia, Niklaus Stoecklin und dessen Schwester Franziska Stoecklin.  Später war sie an der Allgemeinen Gewerbeschule Basel Malschülerin von Martin Alfred Christ und Johann Anton Rebholz. Sie, Rebholz und Romolo Esposito hielten sich oft zum Malen in der Petite Camargue Alsacienne auf. Gertrud Oettinger-Burckhardt wurde verschiedentlich von Rebholz porträtiert und vermittelte Rebholz den Kontakt zum Basler Daig. Ihre Werke stellte sie in Gruppenausstellungen aus.
Gertrud Burckhardt heiratete 1916 den Basler Staatsanwalt Hans Oettinger (1883–1949) und fand ihre letzte Ruhestätte auf dem Friedhof am Hörnli.